# Ute (Volk)

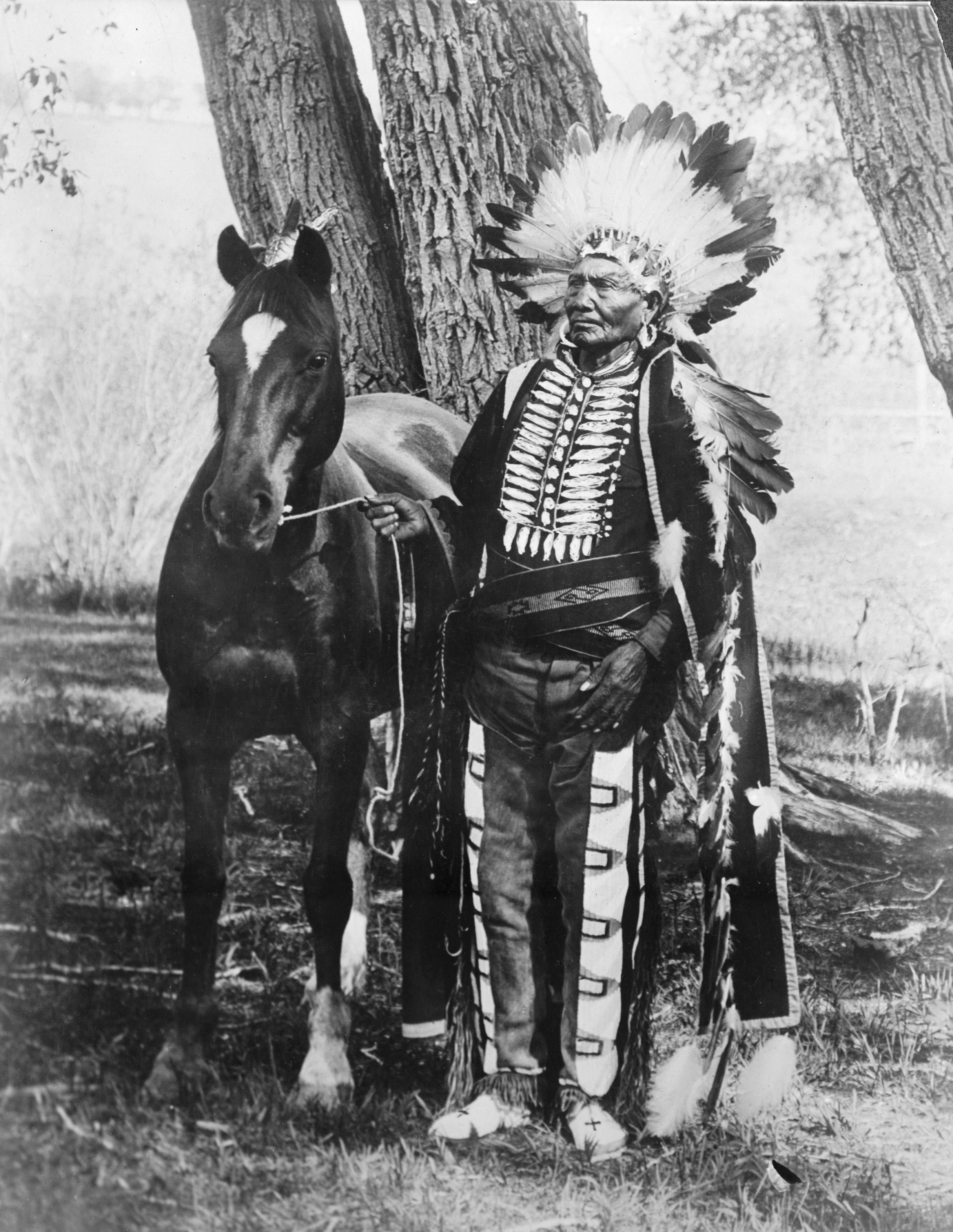
Chief Ignacio (1828–1913), Häuptling der Weeminuche Ute, 1904

Die Ute sind ein Volk amerikanischer Ureinwohner des Kulturareals des Großen Beckens (Great Basin) der Vereinigten Staaten, das sowohl durch das humide Klima in den hohen Bergen als auch durch die semiariden, oft wüstenähnlichen tiefen Täler geprägt ist. Alle Stämme und Völker des Great Basin (mit Ausnahme der Washoe im Westen) gehörten den Numic-sprachigen Völkern an.
Heute beschränkt sich ihr Siedlungsgebiet weitgehend auf die drei Ute-Reservate sowie ein Reservat der Südlichen Paiute: Uintah and Ouray Indian Reservation im Nordosten von Utah (3.500 Stammesmitglieder); Southern Ute Indian Reservation in Colorado (1.500 Stammesmitglieder); Ute Mountain Reservation größtenteils im Süden Colorados (jedoch reicht es nach Utah und New Mexico) (2.000 Stammesmitglieder) und die Reservation des Paiute Indian Tribe of Utah (ca. 1.000 Stammesmitglieder – größtenteils Paiute). Die Mehrheit der Ute lebt auf diesen vier Reservationen, manche jedoch auch außerhalb.

## Name
Die Herkunft und Bedeutung der heute allgemein gebräuchlichen Stammesbezeichnung Ute ist nicht geklärt, stammt nicht aus der Ute-Sprache und konnte bisher auch aus keiner anderen indigenen Sprache überzeugend abgeleitet werden. Die erste Erwähnung des Namens in Form von Yuta ist in spanischen Dokumenten zu finden. Es könnte sich jedoch um eine spanische Übernahme einer Bezeichnung der Westlichen Apache (in Ute: Ahvahch) für die nördlich lebenden Navajo als yutaháⁿ, yú·dàh („Jene, die weit oben [im Norden] leben“) handeln; eine fehlerhafte Übertragung von Ethnonymen auf ursprünglich nicht mit diesem bezeichnete Gruppen war nicht selten, da die Europäer oftmals nicht genau die einzelnen indigenen Ethnien voneinander unterscheiden konnten.
Wie viele indigene Völker bezeichneten sie sich selbst je nach Dialekt einfach als núuchi-u, noochew, nuciu oder nütci, nütciu („Volk“), die Pluralform von núuchi, nooch oder nü, nüni, nütc („Mensch“, „Person“). Heute bezeichnen sie sich manchmal auch als Numi Nuuchiyu („Wir sind das Volk der Ute“).
Die Shoshone (Surgurch) übernahmen wahrscheinlich die Fremdbezeichnung. Die Shoshone hatten mittels Handelsbeziehungen Kontakt zu Spaniern und vermutlich hierdurch deren Bezeichnung übernommen; es war durchaus nicht selten, dass ursprüngliche Ethnonyme fallengelassen wurden und durch andere ersetzt wurden. Diese „Volksbezeichnungen“ waren meist überregional für Völker verschiedener Sprachen verständlich und erleichterten die Kommunikation untereinander, Beispiele: Sioux, Cheyenne, Comanche und Apache. Ein Hinweis, dass es sich nicht um ein ursprünglich aus dem Shoshoni stammendes Ethnonym handelt ist, dass es „keine“ Bedeutung außer der Bezeichnung der Ute selbst hat, dies widerspricht jedoch der allgemein üblichen indigenen Praxis, benachbarte Völker entweder nach kulturellen, sozialen oder äußerlichen Eigenheiten (siehe „Rohrkolben“ für Navajo oder „Hundefleischesser“ für Arapaho, nach Landmarken bzw. Richtungen oder als „Feinde“ (für Comanche und Kiowa) zu bezeichnen. Die Ute-Bezeichnung für die Apache als „Ahvahch“ ist ein weiteres Beispiel für die Übernahme einer Stammesbezeichnung durch Indigene aus dem Spanischen (diese selbst hatten es vermutlich aus der Sprache der Zuñi mit der Bedeutung „Fremder, Feind“ entliehen), die Ute-Bezeichnung für die Cheyenne als „Seeyehnah“ ist wiederum eine Entlehnung der aus den verschiedenen Sioux-Sprachen entlehnten Bezeichnung Šahíyena/Šahíyela als „kleine Šahíya“. Die Shoshonen nannten die Ute ebenfalls einfach yuuta, yuuta'(-a) bzw. iyuta, iyutaanee oder yuta, yuta', yoo-tah, die Algonkin-sprachigen Arapaho (Sadteetuhkuh – „Hundefleischesser“) bezeichneten die Ute als woo'teeneiht („schwarze [dunkelhäutige] Person“) oder wenn sie alle Ute meinten als wo'teeniiteen („schwarzer [dunkelhäutiger] Stamm“), die Cheyenne (Seeyehnah) ebenfalls als Mo'ȯhtávėhetaneo'o („schwarz[häutiges] Volk“). Die Navajo kannten sie einfach als Nóódaʼí („Feinde“), die Ute hingegen betrachteten diese nicht als gefürchteten Nachbarstamm, sondern machten sich mehr über deren Erscheinungsbild lustig. Sie bezeichneten die Navajo als pua'w'its, pao'wits oder pahgahweech (Rohrkolben, Süßgräser), da für Ute-Verhältnisse die Navajo lächerlich groß und dünn waren.

## Stammesgebiet
Ihr Stammesgebiet, das sie Nootuvweep („Land des Volks“, d. h. „Land der Ute“) nannten, umfasste den Osten des heutigen Utah, den Westen und die Mitte Colorados sowie den Norden New Mexicos bis zum San Juan River (und dessen Nebenflüssen) und Oberlauf des Canadian Rivers. Die ursprünglichen Jagd- und Sammelgründe der Ute reichten jedoch weit darüber hinaus bis in den Südwesten Wyomings, auf die Plains im Osten Colorados und Westen von Kansas, dem Oklahoma und Texas Panhandle sowie den Nordosten von Arizona und Osten Nevadas. Als 1726/1728 die Ute-Comanche-Allianz zerbrach (da die nach Südwesten vertriebenen Jicarilla Apache nicht mehr als Puffer zwischen beiden Völkern dienten), brachen die Ute-Comanche-Kriege (1727–1786) aus, in denen die Ute und Jicarilla Apache den Spaniern oftmals als Scouts gegen die Comanche (und deren Verbündete) dienten. Große Teile der Südlichen Plains wurden nun zur Comancheria, dem Herrschaftsgebiet der Comanche (und ab 1790 zudem der Kiowa und Plains Apache), ab 1820 wurden die Plainsgebiete im Osten Colorados und Westen Kansas Stammesgebiete der feindlichen Südlichen Cheyenne und Südlichen Arapaho (die wiederum 1840 sich mit den Comanche-Kiowa-Plains Apache verbündeten). Seitdem konnten die Ute nur noch unter der Gefahr von eventuellen Konflikten mit den verbündeten Stämmen der Südlichen Plains, den Ko.ma’ntcia, Kɨmantsi, Kohmáhts, Koomahch („Jene, die mich immer bekämpfen möchten“), zur Bisonjagd die Plains nutzen.

## Sprache
Die Sprache der Ute zählt zusammen mit den Sprachen der benachbarten und verwandten Bannock, Comanche, Chemehuevi, Gosiute, Paiute und Shoshone zu den Numic-Sprachen, die alle zum Nördlichen Zweig der uto-aztekischen Sprachfamilie zählen.
Obwohl die genannten Numic-Sprachen derselben Sprachfamilie entstammen, decken sich die Ethnonyme (Bezeichnungen der Ethnien) nicht immer mit den Einzelsprachen oder Dialekten und diese sind untereinander nicht so eng verwandt, wie der Name vermuten lässt, da sie jeweils verschiedenen Zweigen oder geographischen Dialektkontinua der Numic-Sprachen angehören – so gehört die traditionelle Sprache der Nördlichen Paiute, das „Numu“ oder „Paviotso“ – zum Westlichen Zweig der Numic-Sprachen, während die der Südlichen Paiute als Colorado-River-Numic-Dialekt zum Südlichen Zweigs der Numic-Sprachen zählen.
Die Sprache der Ute – das Núu-'apaghapi („Sprache des Volkes“) – selbst ist ein Dialekt des zum Südlichen Numic-Zweig zählenden Colorado River Numic oder Chemehuevi-Ute-Südliches Paiute (auch: Ute, Südliches Paiute, Ute-Südliches Paiute, Ute-Südliches Paiute) Dialektkontinuums; zu diesem gehören noch die verwandten regionalen Dialekte: Chemehuevi (Ampagapü – „Sprache“) der Chemehuevi sowie das Südliche Paiute der Südlichen Paiute. Die Sprache der Kawaiisu (Nuwa oder Nuooah) – das Nïwï-'abigi-dï, Nïwï-'abigi-pï (oder Tehachapi) – zählt ebenfalls zum Südlichen Numic-Zweig.
Wie oben bereits erwähnt stehen die Südlichen Numic-Sprachen oder Dialekte sich untereinander näher als das zum Westlichen Numic-Zweig zählende Nördliche Paiute (Numa oder Paviotso) (mehrere regionale Dialekte, inklusive des Bannock) der Nördlichen Paiute und Bannock sowie der östliche Dialekt des Mono (Nim) der Owens Valley Paiute (Östliche Mono) und der westliche Dialekt des Mono der Mono (Monache, Mono Lake Paiute oder Westliche Mono).
Gelegentlich werden daher auch auf Grund regionaler und teilweise kultureller Ähnlichkeiten die Nördlichen Paiute (Paviotso), Bannock, die Mono (Monache, Mono Lake Paiute, Westlichen Mono) und Owens Valley Paiute (Östliche Mono) (Westlicher Numic-Zweig), Timbisha Shoshone (Panamint, auch Northern Death Valley Shoshone), Westlichen Shoshone, die Gosiute (Goshute) (Zentraler Numic-Zweig), Kawaiisu (Nuwa oder Nuooah) (auch Southern Death Valley Shoshone), Chemehuevi einschließlich westlicher Gruppen der Ute (Südlicher Numic-Zweig) kollektiv als Paiute bezeichnet. Östliche Gruppen der Ute (Südlicher Numic-Zweig) sowie die Nördlichen und Östliche Shoshone und Comanche (Zentraler Numic-Zweig) wurden hingegen oftmals als Shoshone bezeichnet.
Heute sprechen allerdings die meisten Stammesmitglieder der Ute American English.

## Geschichte

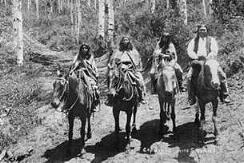
Ute im Jahre 1878

Vor Ankunft der Europäer in Nordamerika lebten die Ute als Nomaden. Es gibt keine Hinweise auf eine Immigration des Volkes aus einer anderen Region, sie bewohnten das Land wahrscheinlich über 1000 Jahre lang.[Quelle?]
Sie lebten in den weiten Landschaften des Großen Beckens (engl.: Great Basin) und lebten fast ausschließlich von der Großwildjagd. Dazu gehörten auch Jagdzüge in die Great Plains des heutigen Colorados und New Mexicos, um Amerikanische Bisons (Büffel) zu erlegen. Sie betrieben keinerlei Ackerbau. Die Ute gelangten als einer der ersten Plainsstämme in den Besitz von Pferden, die sie im Handel mit den spanischen Entdeckern ab etwa 1630 eintauschten oder stahlen. Die durch die Pferde völlig veränderte Mobilität führte auch zu einer Veränderung der Gesellschaft der Ute. Es entstanden sowohl Konflikte als auch Bündnisse mit benachbarten Stämmen sowie erweiterte Handelsbeziehungen. Im Osten und Nordosten hatten die Ute meist feindliche Auseinandersetzungen mit den Anfang des 19. Jahrhunderts dort eingedrungenen Plainsstämmen der Arapaho (Sadteetuhkuh – "Hundefleischesser") und Cheyenne (Seeyehnah),
Im Nordosten hatten die Ute meist feindliche Auseinandersetzungen mit den mächtigen halbsesshaften Prärie-Stämmen der Pawnee (Koomuhch) auf den Central Plains von Kansas und Nebraska, nach dem Bruch der Ute-Comanche-Allianz waren Comanche (und ab 1790 zusammen mit Kiowa und Kiowa Apache (Plains Apache)) die dominante Macht der Südlichen Plains im Osten und Südosten und für die Ute die gefährlichsten Feinde und daher allgemein als Koomahch ("Feinde") bekannt. Hatten die Ute zuerst zusammen mit Comanche die Apache bekämpft, bis diese sich schließlich größtenteils aus den Plains nach Westen und Süden in die Randgebiete und Berge zurückzogen, verbündeten sie sich nun mit ihren vormaligen Feinden – den Jicarilla Apache (die Südlichen Ute Bands entwickelten familiäre Bindungen zu den Jicarilla) und Picuris und Taos Pueblos – gegen ihre einstigen Kampfgefährten und dienten den Spaniern als Scouts in Expeditionen gegen Comanche. Handelsbeziehungen unterhielten sie mit den Eight Northern Pueblos (zu denen Picuris und Taos Pueblo gehörten), anderen Pueblo-Indianern (Dtewach) – hierunter den Hopi (Moowkuhch) und Zuñi (Poovuhdtuhch) –, jedoch blieben sie meist feindlich gesinnt. Zu den direkt südlich der Ute lebenden Navajo (Diné) (Pahgahweech) und den Bannock und Nördlichen Shoshone (beide Surgurch) im Nordwesten und Norden war ihr Verhältnis wechselhaft; die Navajo wurden nicht als gefährliche Feinde betrachtet und waren oftmals Handelspartner, jedoch wurden durchaus die Bannock und Nördlichen Shoshone als Krieger gefürchtet. Die im Westen und Nordwesten lebenden Gosiute (Gweesyootach) und Westlichen Shoshone (Surgurch) sowie die Südlichen Paiute (Payurch) im Südwesten galten dagegen als friedfertig und leichte Gegner, zumal diese Ethnien auf Grund der wenigen Nahrungsressourcen meist in kleinen Familienclans zu Fuß (und nicht beritten) umherzogen. Die Ute überfielen diese bevorzugt im Winter (da diese leichter in ihren Camps auffindbar und durch die knappen Lebensmittelvorräte oftmals körperlich geschwächt waren), um sie anschließend auf den Sklavenmärkten in Santa Fe de Nuevo México als Sklaven den Spaniern verkaufen zu können.
Obwohl als eher aggressives Volk eingeschätzt, standen sie der amerikanischen Regierung weitgehend freundlich gegenüber und unterstützten diese in den Feldzügen gegen die Comanche, Apache oder Kiowa. Die Vertreibung der Ute aus ihren angestammten Siedlungsgebieten begann mit dem Vertrag zwischen den Ute und der Regierung am 30. Dezember 1849. Im Zuge der Indianerpolitik wurde den Ute immer mehr Land abgekauft oder über Verträge gegen andere Gebiete in Reservaten eingetauscht, ihr Lebensraum beschränkte sich nach und nach auf die ihnen von der Regierung zugeteilten Reservate.

## Soziale Organisation der Ute
Die Ute bildeten keine „Stämme“ im eigentlichen Sinn, sondern gliederten sich in mehrere Dutzend Bands (Gruppen), die sich in der Regel in Lokalgruppen (engl. local bands) unterteilten. Die Lokalgruppe wiederum bestand aus mehreren Großfamilien, so dass in einer Band/Gruppe fast jedes Mitglied mit den meisten verwandt war. Die Lokalgruppe war auf Grund ihrer Unterscheidbarkeit (anhand eigenem Gruppennamen klare Abgrenzung von anderen Gruppen), ihrer Kleinheit (überschaubare Mitgliederzahl, in der jeder jeden kennt), ihrer Homogenität (sehr große Übereinstimmung bei den Weltanschauungen der Mitglieder) sowie der Selbstversorgung (ökonomisch und sozial weitgehend autark) die soziale Basis und Identifikation für die einzelnen Mitglieder. Besonders im Winter oder zur Organisation einer Jagd, des Sammelns, der Verarbeitung und Haltbarmachung von Beeren und Wildpflanzen sowie aus kulturellen und religiösen Anlässen kamen Lokalgruppen zusammen und bildeten regionale Bands/Gruppen. Kriegszüge waren meist Racheakte auf Grund vorheriger Tötungen von Ute und wurden daher meist von Verwandten der Getöteten der betroffenen Lokalgruppe (seltener der ganzen Band) unternommen.
Meist bezeichneten die einzelnen Gruppen sich wie bereits erwähnt je nach Dialekt einfach als "Volk" bzw. "die Menschen"; jedoch hatte jede Lokalgruppe (und Band) eine eigene Bezeichnung, um sich von benachbarten Gruppen abzugrenzen und ihrer Identität Ausdruck zu geben. Hierbei lassen sich wiederum Unterschiede unter den "Ute" feststellen; während die Nördlichen und Westlichen Ute ihre Bands/Lokalgruppen nach den bevorzugten Nahrungsquellen benannten, bezeichneten die Südlichen und Mountain Ute ihre Bands/Lokalgruppen hingegen meist nach geographischen Besonderheiten, Jagdgebieten, Pflanzungen, Bergen oder Flüssen.
Die "Ute" teilten zwar eine gemeinsame Sprache und hierdurch Identität, jedoch wurden die einzelnen Bands/Lokalgruppen stark von der Natur und Geographie ihrer jeweiligen Territorien sowie der Kultur und (teilweise) Religion benachbarter Stämme stark beeinflusst; die Ute wurden daher meist geographisch-kulturell in vier Gruppen unterteilt:
- Nördliche Ute (hatten oftmals enge familiäre Kontakte zu Westlichen Shoshone, wurden daher oftmals als "Shoshone" betrachtet.) – heutiger Ute Indian Tribe organisiert
- Westliche Ute (Pah-Ute oder Paiute-Ute) (hatten enge familiäre Kontakte zu Südlichen Paiute Bands und viele Kulturtechniken von diesen übernommen, wurden später als "Südliche Paiute" identifiziert.) – heutiger Paiute Indian Tribe of Utah (PITU)
- Südliche Ute (Östliche oder Plains Ute) (hatten enge familiäre Kontakte zu den verbündeten Jicarilla Apache und manche Kulturtechniken der Plains-Stämme übernommen.) – heutiger Southern Ute Indian Tribe
- Mountain Ute (Südliche Ute) (lebten sehr abgeschieden und waren die isolierteste Ute-Gruppe, daher von den Ute als konservativste bekannt.) – heutiger Ute Mountain Ute Tribe

Nördliche Ute
- Yapudttka bzw.  'Iya-paa Núuchi oder Wahturdurvah Nooch ("(Yap)Kümmelwurzel-essendes Volk" oder "Volk entlang des White River", auch: Yampadttka, Yamparka, Yamparika, lebten zwischen dem Yampa River Valley, Bear River und dem White River (die Ute nannten ihn "Rauchender Fluss") im Nordwesten von Colorado und Nordosten von Utah, jagten nordwärts bis zum Little Snake River im Südwesten von Wyoming, heute zusammen mit den Pahdteeahnooch meist als White River Utes bezeichnet)[17]
  - Sabuagana bzw. Akanaquint ("Volk entlang des Green River", auch: Saguaguana, lebten entlang des namengebenden Green Rivers (vormals: Seedskeedee-Agee – "Präriehuhn-Fluss") zwischen dem Yampa River und dem White River im Nordosten von Utah, höchstwahrscheinlich eine Lokalgruppe der Yapudttka)
- Pahdteeahnooch bzw. Parianuche/Pariyʉ Núuchi oder Pa'gcircwá Núuchi (meist als "Wapiti-Volk" wiedergegeben, jedoch wahrscheinlicher "Volk Wasser[rand]"[18], auch: Parianuc, Parusanuch, lebten südlich der Yapudttka zwischen dem White River und dem Grand River (vormaliger Name des Colorado-Oberlaufs (1836–1921) bis zur Einmündung des Green River) bis zur Mündung des Green River im Nordwesten von Colorado und Nordosten von Utah, daher früher oft Grand River Utes genannt, heute zusammen mit den Yapudttka meist als White River Utes bezeichnet)
- Taveewach bzw. Tavakiev/Tavi'wachi Núuchi ("Volk von Sun Mountain, d. h. Pikes Peak", auch: Taviwac, Tabeguache, lebten in den Flusstälern des Gunnison River und Uncompahgre Rivers ("Schmutziges Wasser", "Quelle roten Wassers")[19] im Uncompahgre Valley sowie in den Elk Mountains nordwestlich bis zum heutigen Grand Junction im Westen Colorados, auch als  'Aka'-páa-gharʉrʉ Núuchi/Ahkawa Pahgaha Nooch bekannt, daher heute meist als Uncompahgre Utes bezeichnet)
- Muhgruhtahveeach (umfassen alle Nördliche Ute, die im Uintah Basin, einschließlich des Great Salt Lake Basin sowie des Großen Beckens (Great Basin) in Utah lebten, heute meist Utah Utes, Unita oder Uinta Utes)
  - Cumumba ("Jene, die anders sprechen", da es oft Heiraten zwischen dieser Ute-Gruppe und den Westlichen Shoshone gab, sprachen sie auch einen Dialekt mit starkem Shoshone-Einschlag, lebten entlang des Weber River (daher auch als Weber Utes bezeichnet) im Gebiet des heutigen Ogden-Logan entlang des Ogden River im Nordosten von Utah, wanderten bis zum Großen Salzsee im Westen,[20] heute meist Cumumba Utes)
  - Toompahnahwach bzw. Timpanogots Núuchi (auch: Tumpanuwac, Tumpanawach ("Fisch-essendes Volk") oder Tumpipanogo, Timpana-nuuci, Timanogot ("Volk der/des felsigen Wassermündung/Canyon")[21], von den Spaniern Lagunas ("See-Volk") oder Come Pescados ("Fisch-Esser") genannt, lebten in den Wasatch Range in der Umgebung des Mount Timpanogos, größte und mächtigste Ute-Gruppe in Utah, entlang des Ufers des Utah Lake (vormals: Lake Timpanogots) im Utah Valley und entlang des Provo River (vormals: Timpanogotzis oder Tumpanowach genannt) sowie im Heber Valley, Uinta Basin und San Pete Valley, lebten auch in den Flusscanyons des Spanish Fork, Diamond Fork, Hobble Creek und American Fork im Nordosten von Utah, streiften nordwärts bis zum Fort Bridger am Blacks Fork of the Green River im Südwesten von Wyoming, heute meist Timpanogos Utes)
  - Sahpeech bzw. San Pitch ("Volk der Tule/Sauergrasgewächse", auch: Sanpeech, Sawmpeets, Sanpits, San Pete, lebten östlich der Pahvant im Sanpete Valley zwischen den San Pitch Mountains im Westen und der Wasatch Range (auch Wasatch Mountains) im Osten, entlang des San Pitch River sowie im oberen Sevier River Valley westlich bis zum Sevier Lake, Utah, heute meist San Pitch Utes)
  - Youveetah Nooch bzw. Yoowetum Núuchi/Uintah Núuchi ("Volk des Kiefernlands"[22], auch: Yoovwetuh, Uinta-at bzw. Uinta[23], später auch Tavaputs, bewohnten das Uintah Basin, die Uinta Mountains, einschließlich des Utah Lake und des Großen Salzsees und entlang des Strawberry River im Westen, sowie das südlich des Uintah Basin gelegene wüstenartige Tavaputs Plateau (tavaputs - ‘Land der Sonne’) im Gebiet des Green- und Colorado-River-System im Nordosten von Utah, heute meist Uinta-Ats Utes)
  - Sahyehpeech bzw. Sheberetch (auch: Seuvarits, anglisierte Adaption aus dem Südlichen Paiute als Suhu'vawduhuts ("squawbush water people"), von Amerikanern auch Elk Mountain Utes genannt, lebten in der Region des heutigen Moab im Südosten Utahs, waren mehr der Wüstenkultur zugewandt als andere Gruppen, hatten fast keinen direkten Kontakt zu Europäern bis Mormonen ab 1850 in ihr Gebiet vordrangen, ca. 1870 schlossen sich die durch Krieg und Krankheit dezimierten Sahyehpeech anderen Gruppen an, heute meist Sheberetch Utes)

Westliche Ute
- Moanunts (Moanumts, Moavinunts, lebten südöstlich der Pahvant im Upper Sevier River Valley in Zentral-Utah, im Otter Creek-Gebiet südlich von Salina sowie im Fish Lake-Gebiet, eine Gruppe der Moanunts, die bevorzugt um Fish Lake jagte und fischte wurde Fish Utes genannt, überwinterten oft nahe dem heutigen Koosharem, auf Grund von Mischehen mit Südlichen Paiute wurden sie Halb-Ute oder Halb-Paiute genannt, nach Errichtung des Koosharem-Reservats 1928 gehören sie zusammen mit Kaiparowits, Panguitch, nördliche Kaivavwits der Südlichen Paiute als Koosharem Band of Paiutes zum Paiute Indian Tribe of Utah (PITU))[24][25]
- Pahvant ("Volk [nahe] am Wasser", lebten westlich der Wasatch Mountains und in den Pahvant Mountains fast bis zur Grenze von Nevada entlang des Sevier River in den Wüstengebieten rund um den Sevier Lake, Clear Lake und Fish Lake, standen der Wüstenkultur sehr nahe und ähnelten auf Grund von Mischehen kulturell ihren Nachbarn, den Kaivavwits (Kaibab) und Kwiumpats (Beaver) der Südlichen Paiute, Sahyehpeech und Gosiute, die Spanier nannten sie Barbones ("bärtige Ute"), nach Errichtung des Kanosh Reservats 1929 gehören heute die Pahvant-Ute und Kwiumpats (Beaver) als Kanosh Band of Paiutes zum Paiute Indian Tribe of Utah (PITU), manche Pahvant bilden heute mit anderen Ute-Gruppen den Ute Indian Tribe)[26][27]

Südliche Ute
- Kahpota bzw. Capote/Kapuuta Núuchi ("Volk mit Mänteln/Decken", auch: Kapota, Capote, abgel. von span. capote – "Mantel", lebten ursprünglich östlich der Kontinentalen Wasserscheide südlich des Conejos River sowie östlich des Rio Grande bis zur Westseite der Sangre de Cristo Mountains, Mitte des 19. Jahrhunderts wohnten sie auch im San Luis Valley, Colorado, entlang des Oberlaufs des Rio Grande sowie des Animas River, besonders in der Umgebung der heutigen Städte Chama und Tierra Amarilla des Rio Arriba County, New Mexico, ebenso wie die Mahgrahch unterhielten die Kahpota Handelsbeziehungen zu den nördlichen Pueblo-Völkern, hatten das Pferd übernommen und waren mit der Ollero-Gruppe der Jicarilla Apache verbündet, mit denen sie die feindlichen Comanche, Kiowa, Südlichen Arapaho und Südlichen Cheyenne der Südlichen Plains bekämpften, heute meist Capote Utes)[26]
- Mahgrahch bzw. Muache/Moghwachi Núuchi (auch: Mahgruhch, Moache, Mouache, Muwac, lebten entlang der östlichen Ausläufer der Rocky Mountains von Denver, Colorado, bis südlich in die Nähe von Las Vegas, New Mexico, handelten mit den nördlichen Pueblo, besonders mit Taos Pueblo, daher oft auch als Taos Ute bezeichnet, nachdem sie in Besitz von Pferden gelangten, wanderten sie zusammen mit ihren Verbündeten, der Llañero-Gruppe der Jicarilla Apache südostwärts bis ins Texas Panhandle, dort bekämpften sie oft gemeinsam die Stämme der Südlichen Plains – Comanche, Kiowa, Südlichen Cheyenne und Südlichen Arapaho, heute meist Moache Utes)

Mountain Ute
- Weemeenooch bzw. Weenuche/Wʉgama Núuchi ("Volk das an den Traditionen festhält", auch: Weenoochew, Weeminuche, Wiminuc, span. Guiguinuches, lebten westlich der kontinentalen Wasserscheide vom Dolores River im Südwesten Colorados, in den Abajo Mountains (‘niedrige Berge’, auch Blue Mountains) im Südosten von Utah sowie im Tal des San Juan River und dessen nördlichen Nebenflüssen im Süden von Colorado, den San Juan Mountains und im Nordwesten New Mexicos, einschließlich der Tafelberge und Plateaus des östlichen Utah, heute meist Weminuche Utes)[28]

## Kultur
Als Nomaden lebten die Ute, wie die benachbarten Paiute und Shoshone, in leicht ab- und aufbaubaren, mit Fellen bedeckten Strauchhütten, den sog. Wickiups, wobei die östlichen Gruppen (besonders Kahpota und Mahgrahch) nach Einführung des Pferdes das Tipi der Plains-Indianer übernahmen. Ihre Kleidung bestand aus Fellen und Leder sowie Geflecht aus Pflanzenfasern, das insbesondere Frauen als eine Art Schürze trugen. Ihre Nahrung bestand überwiegend aus Fleisch. Dazu kamen Fisch und verschiedene pflanzliche Nahrungsmittel, die wild gesammelt wurden. Bedeutend waren Samen der Pinyon-Kiefern, Sonnenblumen und Kaktus-Früchte. Durch die Aneignung des Gebrauchs von Pferden veränderte sich die Stammesstruktur der östlichen Ute von kleinen Familienclans hin zu größeren Stammesgruppen. Ihre Gesellschaftsstruktur war polygam organisiert, Männer konnten mit mehreren Frauen zusammenleben. Der ethnische Glaube war animistisch orientiert und die Medizinmänner nahmen einen hohen Rang in der Gesellschaft ein. Die Ute fühlen sich dem Bären eng verbunden und der „Bärentanz“, der Momaqui Mowat, war nach dem „Sonnentanz“ im Sommer das wichtigste soziale Ereignis und religiöse Ritual der Ute.

## Heutige Situation

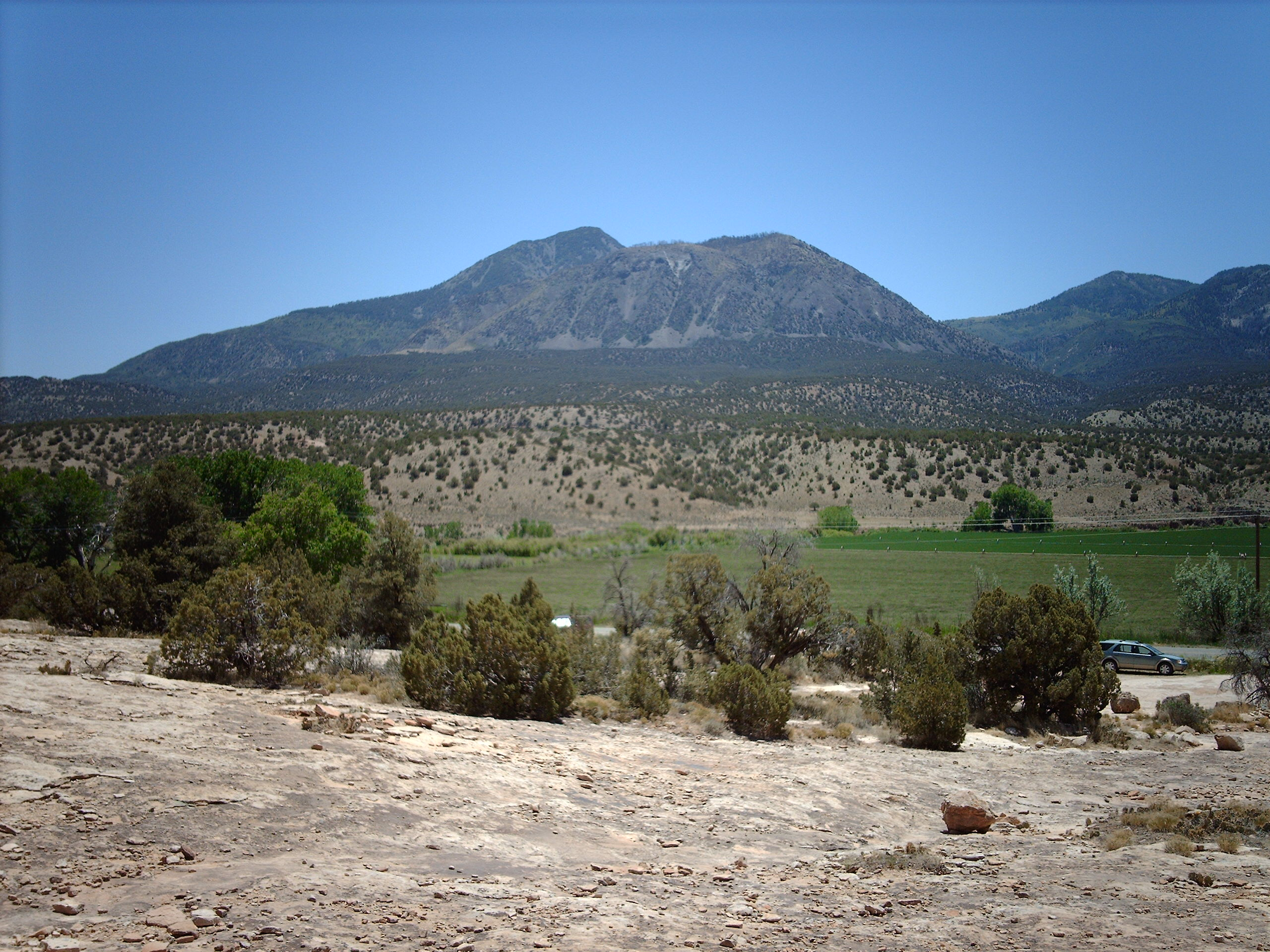
Ute Mountain, Colorado

Die Ute leben heute in drei Ute-Reservaten sowie einer der Südlichen Paiute, nach denen die Stämme auch eingeteilt werden:

### Ute Indian Tribe (Northern Ute Tribe)
Die Gruppen der Nördlichen Ute und der Uinta Utes bilden als Ute Indian Tribe den größten Stamm und leben in der Uintah and Ouray Indian Reservation in Utah. Sie entstanden aus verschiedenen umgesiedelten Gruppen der Ute und Shoshonen. Verwaltet wird der Stamm von Fort Duchesne aus.

### Paiute Indian Tribe of Utah (PITU)
Die als Westliche Ute (auch Paiute oder Paiute-Ute) bezeichneten Moanunts und Pahvant waren bereits vor Ankunft der Weißen oft Mischehen mit direkt im Westen und Südwesten lebenden Gruppen der Südlichen Paiute (Kaivavwits (Kaibab) und Kwiumpats (Beaver)) eingegangen und wurden daher mit diesen Gruppen zusammen auf zwei Reservaten angesiedelt. Heute bilden sie zwei Paiute bands des Paiute Indian Tribe of Utah (PITU), jedoch identifizieren sie sich selbst als Ute. Der heutige Stamm besteht aus folgenden fünf Paiute Bands:
- Koosharem Band of Paiutes (Kaiparowits, Panguitch, nördliche Kaivavwits der Südlichen Paiute und Moanunts)
- Kanosh Band of Paiutes (Pahvant und Kwiumpats der Südliche Paiute)
- Cedar Band of Paiutes (Ankappanukkicicimi und Kumoits)
- Shivwits Band of Paiutes (Gunlock Band, Shivwits, Uainuints und Uinkarets)
- Indian Peaks Band of Paiutes (Ankappanukkicicimi, Kwiumpats, Panaca und Indian Peaks Band)

### Southern Ute Indian Tribe
Das Reservat der Südlichen Ute, die aus Nachfahren der Kahpota (Capote Utes) und Mahgrahch (Moache Utes) bestehen, liegt im südwestlichen Teil Colorados, der Verwaltungssitz und Hauptort ist Ignacio. Die Südlichen Ute sind der finanziell erfolgreichste der Stämme, da in ihrem Reservat neben dem Glücksspiel auch der Tourismus erfolgreich vermarktet wird und Öl und Gas auf dem Stammesgebiet gefunden wurde. Die Region gilt als landschaftlich schönes und lebenswertes Wohngebiet.
Im Juni 2015 verklagten die Southern Ute das US-Innenministerium, weil deren Bureau of Land Management die Auflagen für Fracking verschärft hatte.

### Ute Mountain Ute
Die Ute Mountain Ute stammen von den als Mountain Ute bezeichneten Weemeenooch (Weminuche Utes) ab, die ursprünglich das westliche Ende des Reservats der Südlichen Ute besiedelten. Ihr heutiges Reservat liegt unweit Towaoc in Colorado mit kleineren Anteilen in Utah und Neu-Mexiko. Die Ausgrabungsstätten vieler Anasazi-Siedlungen liegen in dem Stammesgebiet und im Mesa Verde National Park, einige davon können in dem touristisch bedeutsamen Ute Mountain Tribal Park besichtigt werden. Die Gemeinde der White Mesa Community of Utah nahe Blanding gehört ebenfalls zu diesem Stamm, ist aber weitgehend autonom.